# Stoke Albany
Stoke Albany es un pueblo y una parroquia civil del distrito de Kettering, en el condado de Northamptonshire (Inglaterra).

## Demografía
Según el censo de 2001, Stoke Albany tenía 330 habitantes (160 varones y 170 mujeres). 59 (17,88%) de ellos eran menores de 16 años, 254 (76,97%) tenían entre 16 y 74, y 17 (5,15%) eran mayores de 74. La media de edad era de 41,34 años. De los 271 habitantes de 16 o más años, 58 (21,4%) estaban solteros, 174 (64,21%) casados, y 39 (14,39%) divorciados o viudos. 177	habitantes eran económicamente activos, todos ellos empleados. Había 5 hogares sin ocupar y 135 con residentes.
| 377                         | 332 | 363 | 339 | 362 | 319 | - | - | 322 | 286 | 279 | 292 | 325 | 296 | - | 257 | 292 |
| (Fuente: Vision of Britain) |     |     |     |     |     |   |   |     |     |     |     |     |     |   |     |     |